# Selenocosmia stirlingi
Selenocosmia stirlingi é uma espécie de aranha pertencente à família Theraphosidae (tarântulas).